# Spartocytisus supranubius
Spartocytisus supranubius o Cytisus supranubius es una especie de retamas de flores blancas nativa de las Islas Canarias (España), donde es conocida como retama del Teide. Esta especie crece en zonas de alta montaña, como en Las Cañadas del Teide, en la isla de Tenerife y en las zonas montañosas de La Palma.

## Etimología
Spartocytisus: combinación de Spartium y Cytisus, que son dos géneros relacionados.
supranubius: procede del latín supra, que significa "por encima" y nubius, que significa "nubes", haciendo referencia a que vive en zonas altas de Tenerife y La Palma, por encima de la altura en la que normalmente se forma el llamado "mar de nubes".

## Sinonimia
- Cytisus fragrans Lam.
- Cytisus nubigenus (L'Hér.) Link
- Spartocytisus nubigenus Webb & Berthel.
- Spartocytisus supranubius L.f.[2]

## Galería

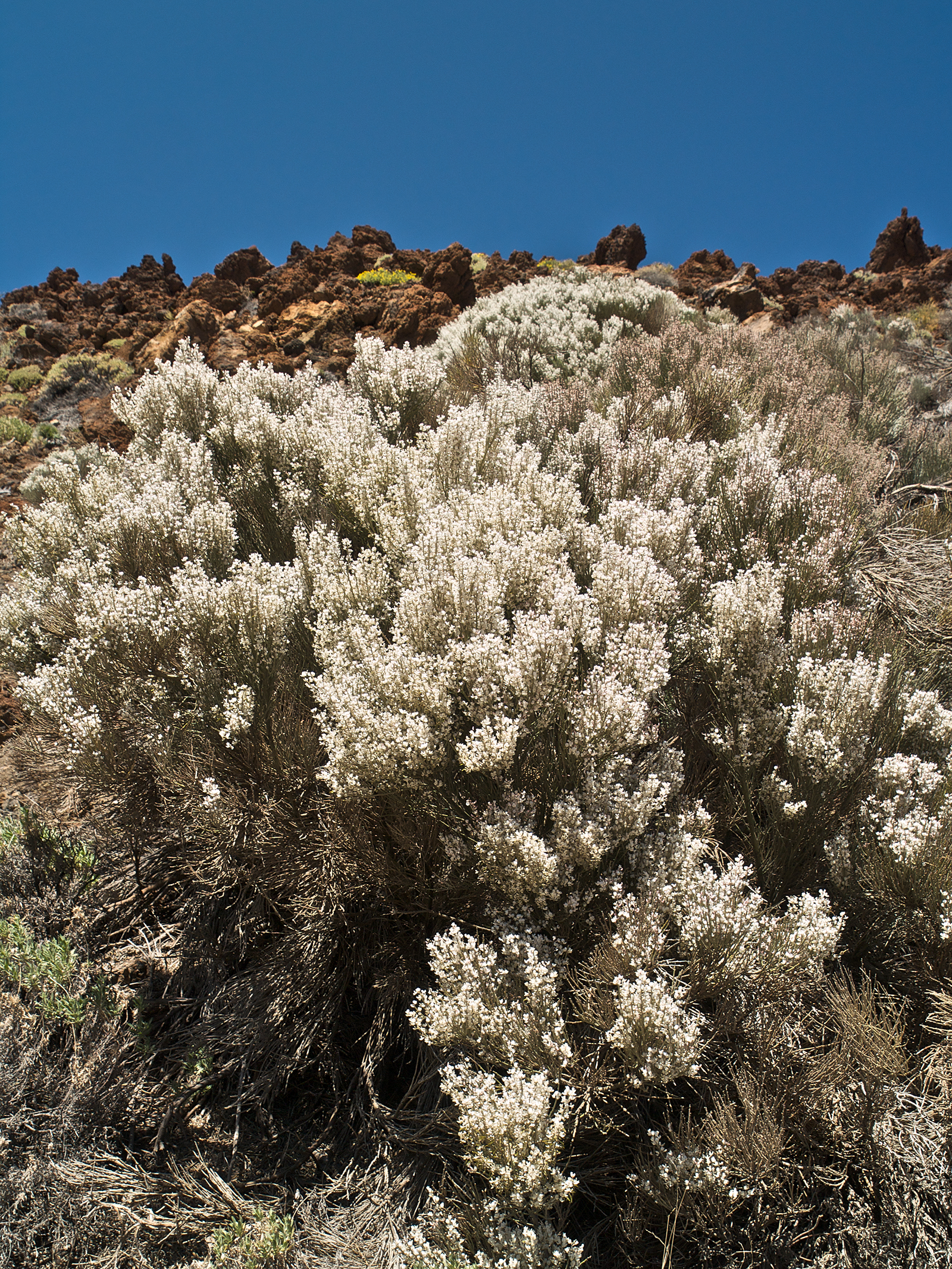
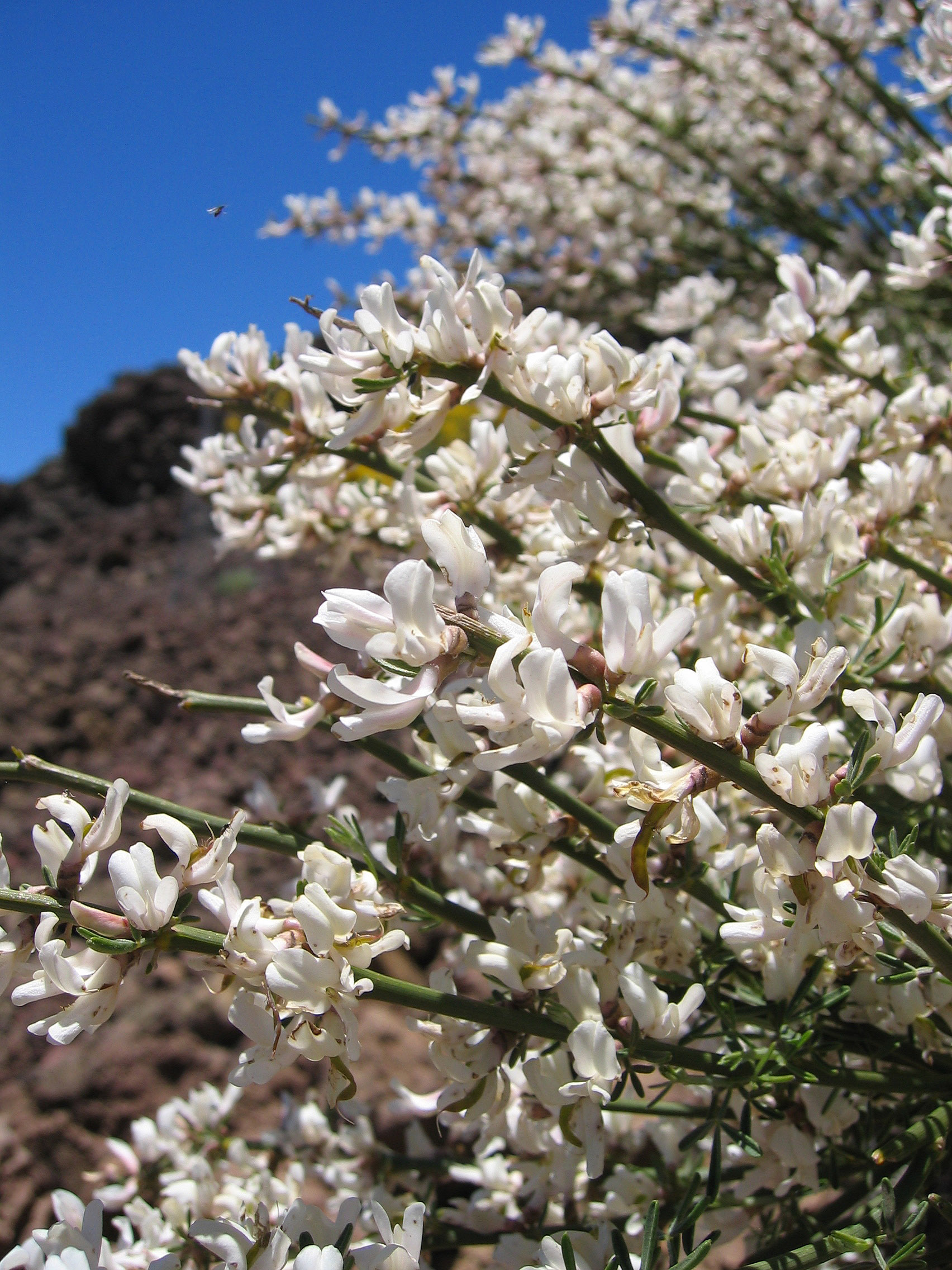
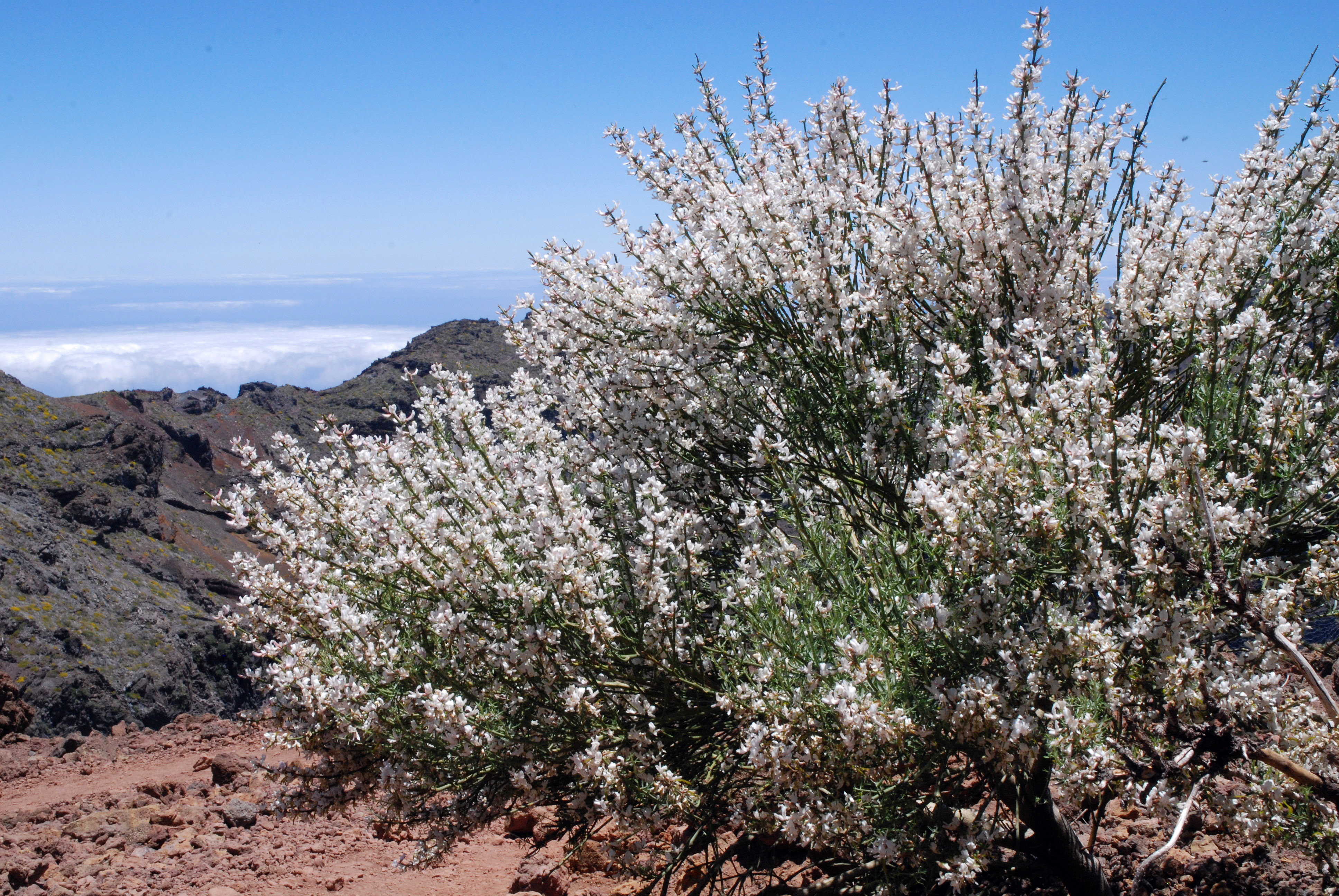